# 안드레아스 비옐란
안드레아스 비옐란(덴마크어: Andreas Bjelland, 1988년 7월 11일 ~ )은 덴마크와 노르웨이 국적을 지닌 은퇴한 축구 선수로, 현역 시절 센터백으로 활약했으며 덴마크, 네덜란드, 잉글랜드의 여러 클럽에서 뛰었다. 현재 그는 덴마크 수페르리가의 륑뷔에서 수석 코치로 재직 중이다.
비옐란은 고향 클럽 륑뷔에서 프로 경력을 시작하였으며, 이후 노르셸란에서 덴마크 1부 리그에 정착하였다. 그는 2011년부터 2018년까지 네덜란드의 트벤터와 잉글랜드의 브렌트퍼드에서 활약한 뒤, 2018년 덴마크로 복귀해 코펜하겐 소속으로 뛰었다. 이후 2025년 륑뷔에서 현역 생활을 마감하였다. 그는 덴마크 국가대표팀으로도 활약하였으며, UEFA 유로 2012에 출전한 국가대표팀의 일원이기도 했다. 본래 센터백이 주 포지션이었지만, 풀백과 수비형 미드필더로도 기용될 수 있는 다재다능한 선수였다.

## 구단 경력

### 륑뷔
센터백인 비옐란은 고국에서 프레덴스보르 BI와 BSV에서 선수 생활을 시작한 뒤, 2001년 덴마크 수페르리가 클럽 륑뷔의 유소년 팀에 합류하였다. 당시 륑뷔는 재정난으로 인해 단마르크세리엔까지 강등되었으나, 비옐란이 2006년 9월 성인 무대에 데뷔할 즈음에는 1부 디비전까지 회복한 상태였다. 그는 2006–07년 시즌에 9경기에 출전하였으며, 수페르리가로 승격한 2007–08년 시즌에는 11경기에 나섰다. 그러나 팀은 곧바로 다시 1부 디비전으로 강등되었고, 비옐란은 2008–09년 시즌에 본격적으로 주전으로 자리매김하며 24경기에 출전해 1골을 기록하였다. 2009–10년 시즌 초반 5경기에 출전한 뒤, 그는 2009년 8월 31일, 륑뷔를 떠났다. 그는 륑뷔 소속으로 총 47경기에 출전해 1골을 기록하였다.

### 노르셸란
비옐란은 2009년 8월 31일, 수페르리가의 노르셸란과 계약하며 1부 리그로 복귀하였다. 그는 곧바로 팀의 주전으로 자리잡았으며, 2009–10년 시즌에 26경기에 출전해 1골을 기록하였다. 그 시즌은 노르셸란이 미트윌란을 연장 끝에 2–0으로 꺾고 DBU 포칼렌 우승을 차지하며 성공적으로 마무리되었다. 2010–11년 시즌에도 그는 부주장을 맡으며 활약했고, 노르셸란은 다시 한 번 결승에서 미트윌란을 꺾고 DBU 포칼렌 2연패를 달성하였다. 비옐란은 2011–12년 시즌에도 29경기에 출전해 1골을 기록하였고, 이 시즌에 노르셸란은 구단 역사상 처음으로 수페르리가 우승을 차지하였다. 그는 파룸 파크에서 보낸 세 시즌 동안 총 85경기에 출전해 3골을 넣었으며, 2012년 6월 클럽을 떠났다.

### 트벤터
2011년 11월 6일, 비옐란이 네덜란드 에레디비시의 트벤터와 4년 계약 (1년 연장 옵션 포함)을 체결하였으며, 계약은 2012–13년 시즌부터 발효된다고 발표되었다.  그는 더 흐롤스 페스터에서 열린 데뷔 시즌을 부상으로 악몽처럼 보냈으며, 발허리뼈 골절로 6개월간 결장하며 14경기 출전에 그쳤다. 2013–14년 시즌에는 부상에서 회복되어 주전으로 활약하며 트벤터의 에레디비시 3위 달성에 기여하였다. 그는 2014–15년 시즌 주장으로 임명되었으나, 부상과 징계가 반복되며 선발과 제외를 오갔다. 비옐란은 2015년 7월 2일, 클럽을 떠났으며, 엔스헤데에서 보낸 세 시즌 동안 총 79경기에 출전해 3골을 기록하였다.

### 브렌트퍼드
2015년 7월 2일, 비옐란은 EFL 챔피언십 클럽 브렌트퍼드와 3년 계약을 체결하며 클럽 기록인 300만 유로 이적료로 이적하였다. 비시즌 중 허벅지 부상에서 회복한 후, 그는 8월 11일, 옥스퍼드 유나이티드와의 리그 컵 1라운드 경기에서 선발 출전하며 클럽 데뷔 전을 치렀다. 그러나 첫 골 실점에 책임이 있었고 전반 종료 직전 무릎 인대 부상을 당했다.
비옐란은 2016년 4월 말에 완전한 훈련 복귀를 하였으며, 2016–17년 시즌 전 비시즌에는 내전근 염좌로 일부 훈련을 소화하지 못했으나 정규 시즌에는 건강한 상태로 임했다. 그는 2016년 9월 중순, 익숙하지 않은 레프트백 역할로 선발 라인업에 진입하였다. 3개월 뒤 팀이 3–5–2 전술로 전환하면서 그는 다시 본래 포지션인 센터백으로 복귀하였다. 비옐란은 2017년 3월과 4월 부상으로 많은 경기를 결장했으며, 시즌을 총 29경기 출전으로 마무리하였다.
비옐란은 2017–18 시즌 초반 부상으로 결장한 할리 딘을 대신해 출전하였으며, 2017년 8월 12일, 노팅엄 포리스트와의 경기에서 브렌트퍼드에서의 첫 골을 기록하였다. 여름 이적 시장 종료 후 딘이 떠난 뒤, 비옐란은 2017–18년 시즌 나머지 기간 동안 주전 자리를 유지하였다. 시즌 마지막 두 달간 아킬레스건 부상으로 어려움을 겪었음에도 불구하고, 그는 총 35경기에 출전해 1골을 기록하며 시즌을 마감하였다. 새로운 계약에 합의하지 못한 비옐란은 2018년 6월 30일, 브렌트퍼드에서 방출되었다. 그는 그리핀 파크에서 보낸 3시즌 동안 총 65경기에 출전해 1골을 기록하였다.

## 국가대표팀 경력
노르웨이를 대표할 자격이 있었음에도 불구하고, 비옐란은 덴마크 U-16, U-18, U-19, U-21 국가대표팀에서 활약하였다. 그는 U-21 국가대표팀 주장직을 맡았으며, 덴마크에서 열린 2011년 UEFA U-21 축구 선수권 대회에서 세 경기에 출전하였다.
비옐란은 2010년 11월 17일, 체코와의 친선 경기에서 A매치 데뷔 전을 치렀으며, 0-0 무승부로 끝난 경기에서 풀타임을 소화하였다. 그는 11개월 후 키프로스와 포르투갈을 상대로 한 UEFA 유로 2012 예선 2연전에 소집되어 선발 출전했고, 덴마크의 승리에 기여하였다. 비옐란은 2012년 6월 2일, 오스트레일리아와의 친선 경기에서 페널티킥으로 A매치 첫 골을 넣으며 팀의 2-0 승리를 확정지었다. 그는 UEFA 유로 2012 본선에 참가한 덴마크 국가대표팀 명단에 포함되었으나, 조별 리그 탈락까지 단 한 경기도 출전하지 못하였다.

## 사생활
비옐란은 노르웨이 출신 아버지와 덴마크 출신 어머니 사이에서 태어났다.